# Amphiasma
Amphiasma là một chi thực vật có hoa trong họ Thiến thảo (Rubiaceae).

## Loài
Chi Amphiasma gồm các loài: